# Batalla naval de les Formigues
La batalla naval de les Formigues va tenir lloc els dies 28 d'agost i el 3 i 4 de setembre de 1285 en el context de la croada contra la Corona d'Aragó, durant el regnat de Pere el Gran, prop de les illes Formigues. L'estol de la Corona d'Aragó, comandat per l'almirall Roger de Llúria, vencé el del Regne de França de Felip III l'Ardit.

## Antecedents
El 1285, el rei de França Felip III l'Ardit decidí envair Catalunya amb un gran exèrcit, al qual el Papa Martí IV donà la consideració de croats, per a fer costat al seu cosí Carles I d'Anjou en conflicte amb la Corona d'Aragó pel tron de Sicília. El Rei de Mallorca, Jaume II, també el recolzava. A Catalunya, el rei Pere el Gran havia ofès els nobles a causa del vigorós exercici de l'autoritat reial, i en va rebre un escàs suport. Tanmateix, les atrocitats comeses pels invasors aixecaren les ciutats i el camp en contra d'ells.
L'exèrcit invasor avançava lentament, rendint les obstinadament defensades ciutats una per una, comptant amb la cooperació d'una flota, estacionada en esquadrons al llarg de la costa, la qual portava subministraments des de Narbona i Aigües Mortes. De fet, les línies de subministrament depenien totalment de la flota francesa.
El rei Pere es va adonar que la interrupció de les línies de subministraments franceses els forçaria amb tota seguretat a retirar-se. Per això, estava disposat a arriscar Sicília durant un temps, i cridà la flota catalana, sota el comandament de Roger de Llúria, a Palerm, a la costa catalana. L'almirall arribà a Barcelona el 24 d'agost, i va ser informat de la disposició de la flota francesa.

## Desenvolupament de la batalla
Roger de Llúria es va adonar que si podia trencar el centre de la línia dels esquadrons, de tan estirada com estava podria posteriorment desfer-se dels extrems. La nit del 28 d'agost, va caure sobre l'esquadró central de la flota francesa prop de les Illes Formigues. La flota catalana va encerclar les línies enemigues i, amb un ús enèrgic dels esperons, així com amb una destructiva pluja de viratons llançats amb ballestes, que arrasà les cobertes franceses, la victòria fou completa.
La derrota francesa va ser seguida, com era habitual en les guerres navals de l'època, per una matança massiva. Així, uns tres cents ferits foren ofegats el dia 29, mentre que uns 260 presoners foren cegats abans de retornar-los a França acompanyats per un home a qui es deixà borni. Només una cinquantena de persones notables amb possibilitat de pagar rescat salvà la vida.
A continuació, Roger de Llúria es va aproximar a Roses, i la nit del 3 al 4 de setembre enganyà l'esquadra francesa estacionada allí disfressant-se amb els colors francesos. A mar obert, els francesos van ser derrotats. Roses va ser capturada de nou i els subministraments allí emmagatzemats, capturats.
| «                       | A partir d'ara no hi haurà peix que s'atreveixi a treure la cua si no porta lligada la senyera amb les quatre barres del nostre senyor rei d'Aragó. | » |
| — Roger de Llúria, 1285 | |   |

## Conseqüències
Roger de Llúria ordenà als almiralls Ramon Marquet i Berenguer Mallol que, mentre ell provava de recuperar Roses, s'enduguessin a Barcelona tots els vaixells francesos que havien quedat a Palamós i Sant Feliu de Guíxols.
Aquesta derrota naval junt amb la que es va produir a terra en el coll de Panissars, va forçar Felip III a retirar-se. Felip, greument malalt, moriria a Perpinyà. Tanmateix, els francesos mantingueren l'ocupació de la Vall d'Aran fins al 1313, en què va ser recuperada per Jaume II, el qual va restituir els "usos y constitucions" dels seus habitants suprimits pels francesos.
La derrota francesa va suposar també la confiscació del Regne de Mallorca pel rei Pere. Jaume II de Mallorca no recuperaria el seu regne fins al 1295.